# Teatro de Marcelo

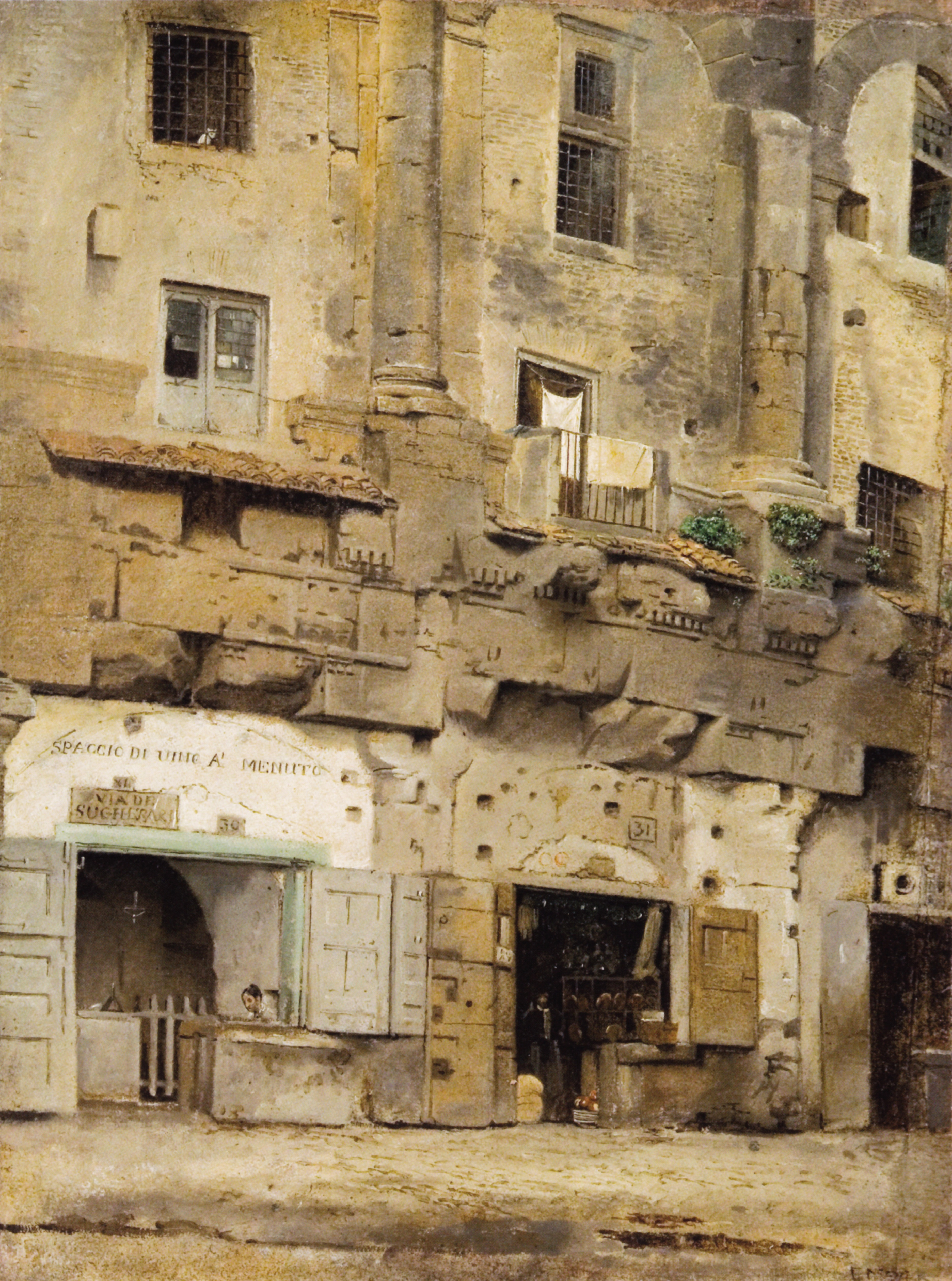
Uma visão da ocupação medieval do teatro: os arcos do primeiro andar eram ocupados por lojas até o começo do século XX. Interessante notar como o nível da rua está muito mais elevado do que é hoje, rebaixado por causa das escavações no local.

Teatro de Marcelo foi um antigo teatro romano a céu aberto localizado em Roma construído nos últimos da República Romana para a realização de espetáculos de teatro e música. É um dos monumentos mais visitados em Roma por oferecer uma perspectiva única da reutilização de antigas ruínas romanas por edifícios posteriores, especialmente durante a Idade Média.

## História
O espaço para a construção do teatro foi liberado por Júlio César, que foi assassinado antes do início da construção. Em 17 a.C., as obras já estavam avançadas o suficiente para que as celebrações dos Jogos Seculares foram realizadas ali. Quatro anos depois, a obra foi completada e, em 12 a.C., o Teatro de Marcelo foi inaugurado por Augusto.
O teatro caiu em desuso no começo do século IV e a estrutura serviu como fonte de materiais de construção, por exemplo durante a construção da Ponte Céstio (370). Porém as estátuas no interior foram restauradas por Petrônio Máximo em 421, ao passo que a estrutura já abrigava edifícios residenciais. Na Alta Idade Média, o teatro foi utilizado como fortaleza pelos Fábios e, no final do século XI (quando o edifício era conhecido como templum Marcelli), por Pier Leoni e seus herdeiros (a família "Pierleoni"), o que provavelmente salvou a estrutura de ser demolida completamente. Os Savelli eram proprietários da estrutura no século XIII e, finalmente, no século XVI, a residência dos Orsini, projetada por Baldassare Peruzzi, foi construída no último nível do teatro (veja Palazzo Savelli-Orsini). No século XIX, o nível da rua já estava tão elevado que praticamente quase todo o andar inferior estava coberto.
Atualmente, os andares superiores estão divididos em múltiplos apartamentos particulares e o local é utilizado para a realização de pequenos concertos musicais de verão.

## Características
O teatro tinha 111 metros de diâmetro e era o maior e mais importante teatro da antiga Roma até a construção do Coliseu; ele abrigava originalmente entre 11 000 e 20 000 espectadores. O edifício foi construído majoritariamente em tufo e concreto num padrão conhecido como opus reticulatum e completamente revestido por mármore branco. Além disto, é o mais antigo edifício datável em Roma a fazer uso de tijolo romano cozido, na época uma novidade importada do mundo grego.
A rede de arcos, corredores, túneis e rampas que davam acesso aos espaços interiores deste tipo de teatros romanos eram normalmente ornamentados com um padrão de colunas embutidas das antigas ordens gregas: dórica no topo e jônica no meio. Acredita-se que colunas coríntias tenham sido utilizadas no nível mais alto, mas é impossível determinar pois este nível foi removido quando o teatro foi reconstruído durante a Idade Média. À frente da cávea ficava o "palco" (scaenae frons) permanente.
Como em outros teatros, o Teatro de Marcelo tinha aberturas através das quais belas paisagens podiam ser admiradas, como a ilha Tiberina para o sudoeste (na direção do antigo Gueto de Roma) e o Pórtico de Otávio para o noroeste.

## Localização
| Planimetria do Campo de Marte meridional |
| --- |
| Tibre Navália Circo Flamínio Teatro de Marcelo T. de DianaC T. da Piedade T. de Jano T. de Juno T. de Spes Templo de Belona Templo de Apolo Sosiano Templo de Júpiter Estator Templo de Juno Regina Pórtico de Otávia Portico de Filipo T. de Hércules Portico de Otávio Teatro de Balbo Cripta de Balbo Portico de Minúcio T. das Ninfas Diribitório T. de Juturna T. da Fortuna T. de Ferônia T. dos Lares Permarinos Cúria de Pompeu Portico de Pompeu Teatro de Pompeu Templo da Vênus Victrix Templo de Marte Santuário de Hércules Grande Vigia Templo de Castor e Pólux Ponte Fabrício Ilha Tiberina Pórtico dos Máximos T. de Netuno Pórtico dos Deuses Vila Pública Hecatostilo T. da Fortuna Equestre Anfiteatro de Estacílio Tauro (?) |